# 한국항만협회
한국항만협회(韓國港灣協會, Korea Ports and Harbors Association)는 대한민국 항만산업발전을 위해 1977년 설립된 특수법인이다. 서울특별시 영등포구 양산로53, 707호(양평동3가, 월드메르디앙비즈센터)에 위치하고 있다.

## 설립 목적
- 항만법 제91조[1]

## 주요 업무
- 항만 및 어항설계 기준 제,개정
- 항만 및 어항공사 전문시방서제,개정
- 항만 편람, 공사지 등 발행
- 항만기술연구회 운영
- 항만시설정보 운영관리
- 항만기술정보 운영관리
- 설계도서정보 운영관리
- 항만공사정보 운영관리
- 항만건설 CALS 운영관리
- 항만지하시설물 GIS

## 연혁
- 1976년 12월 27일: 한국항만협회 설립을 위한 창립총회
- 1977년 2월 3일: 한국항만협회 설립 인가(해운항만청)
- 1977년 4월 13일: 국제항만협회(IAPH) 가입
- 1980년 2월 25일: 한국항만기술연구소와 통합
- 1997년 6월 16일: 국제항해협회(PLANC) 가입
- 2000년 9월 1일: 국제준설협회(WODA) 가입
- 2008년 9월 12일: 한국항만협회 특수법인전환승인(국토해양부)

## 조직

### 한국항만협회장
- 감사
- 이사회

#### 기획조정실
- 기술기획국
- 항만정보국

#### 항만기술연구원
- 유지관리국
- 평가분석국

#### 해외항만개발협력지원센터
- 기획운영국
- 국제협력국

## 같이 보기
- 국토해양부
- 해양수산부